# Talang Daya
Talang Daya is een bestuurslaag in het regentschap Ogan Komering Ilir van de provincie Zuid-Sumatra, Indonesië. Talang Daya telt 912 inwoners (volkstelling 2010).